# Zodarion gracilitibiale
Zodarion gracilitibiale är en spindelart som beskrevs av Denis 1933. Zodarion gracilitibiale ingår i släktet Zodarion och familjen Zodariidae.
Artens utbredningsområde är Frankrike. Inga underarter finns listade i Catalogue of Life.